# 国家再建会議

ニカラグア共和国
República de Nicaragua

国歌: Salve a ti, Nicaragua（スペイン語）
ニカラグア、汝に敬礼せん

国家再建会議（こっかさいけんかいぎ、スペイン語: Junta de Gobierno de Reconstrucción Nacional）は、ソモサ一家による独裁体制崩壊後に設立された臨時政府である。
国家再建会議は、1936年より長きにわたって一家による独裁体制を維持してきたソモサ政権が1979年に崩壊し、1985年にダニエル・オルテガが正式にニカラグア大統領に就任するまで続いた。